# Юхары дашалты (картина)
«Юхары дашалты» (азерб. Yuxarı daşaltı) — картина азербайджанского художника Саттара Бахлулзаде, написанная в 1957 году. Хранится в Национальном музее искусств Азербайджана в Баку.
В 1956 году, перед поездкой в Тбилиси, где должно было проходить обсуждение его персональной выставки, Саттар Бахлулзаде совершил своё первое кратковременное путешествие в Карабах, в город Шушу. Шуша чарует художника своей красотой, альпийскими лугами и горными вершинами, увенчанными шапкой вечных снегов. За трёхмесячный срок с небольшими перерывами художник исполнил 10 этюдов, на основе которых создал цикл картин, одной из которых и была написанная в 1957 году «Юхары дашалты». Позже эта картина, наряду с картинами «Джыдыр дузи» (1956) и «В окрестностях Шуши» (1957), была экспонирована на Всесоюзной художественной выставке в Москве, посвящённой 40-летию Октябрьской революции.
Картину «Юхары дашалты» (название местности недалеко от города Шуша) искусствовед Расим Эфендиев считает самой удачной из карабахской серии художника. По словам искусствоведа, эта картина изображает характерный пейзаж Нагорного Карабаха. Здесь Бахлулзаде, как отмечает Эфендиев, передал тончайшую градацию цветовых переходов с присущим ему мастерством, и потому, когда смотришь на этот пейзаж, мысленно представляешь себе всю природу в движении — как постепенно с первыми лучами солнца расходятся облака и возникает прекрасная горная погода.
Согласно Расиму Эфендиеву, в этой работе живопись Бахлулзаде становится ещё более смелой и уверенной, и порой художник удивляет тем, как быстро ему удаётся закончить, казалось бы, очень сложное по колоритическим задачам произведение. Тон краски, найденный на палитре ложится на полотно свободно и уверенно, широкими мазками, оставляя в нужных местах просветы незакрашенного холста. Движение мазка здесь, как пишет Эфендиев, как бы лепит форму каменистых скал и повторяет ритм движения облаков.
В доме-музее художника в посёлке Амирджаны экспонируется репродукция этой картины.